# Сизево (Балезінський район)
Си́зево (рос. Сизево) — присілок в Балезінському районі Удмуртії, Росія.

## Населення
Населення — 36 осіб (2010; 49 в 2002).
Національний склад станом на 2002 рік:
- росіяни — 96 %

## Історія
В 1960-их роках присілок був центром сільради.